# Ninurta-Tukulti-Ashur
Ninurta-Tukulti-Ashur fue un rey asirio de gobierno muy breve (1133 a. C.), pues a la muerte de su padre, Ashur-Dan I, heredó el trono sólo para perderlo poco después a manos de su hermano Mutakkil-Nusku.
A pesar de su corto reinado, se conocen muchos datos sobre la administración civil y religiosa relacionada con el palacio, que revelan el funcionamiento de la corte, gracias al descubrimiento de varios archivos con numerosas tablillas. Así, se conoce el primer documento que certifica la celebración de la fiesta Takultu, aunque ya se celebraba con anterioridad, en la que el rey ofrecía una comida a los dioses en forma de sacrificio, para atraer sus bendiciones sobre el país, la ciudad, y el propio rey.
Durante su gobierno, se refuerza la influencia babilónica, y por ello devuelve la estatua de Marduk, que puede volver a su templo, después de un exilio de más de un siglo, pues había sido robada por su antecesor Tukulti-Ninurta I.
La Lista asiria de reyes relata que «Mutakkil-Nusku, su hermano, luchó con él, y le llevó a Karduniash. Mutakkil-Nusku ocupó el trono, y (luego) murió» Una fuente recuperada reciente proporciona información adicional de estos acontecimientos. Por ella, se sabe que Ninurta-tukultī-Aššur parece haber mantenido la lealtad de las provincias, mientras que el centro de Asiria apoyó a Mutakkil-Nusku, alimentando la guerra civil.
Tras la rebelión de su hermano, logró huir a Babilonia, momento en el que desaparece de la historia.